# Tibetaanse pony

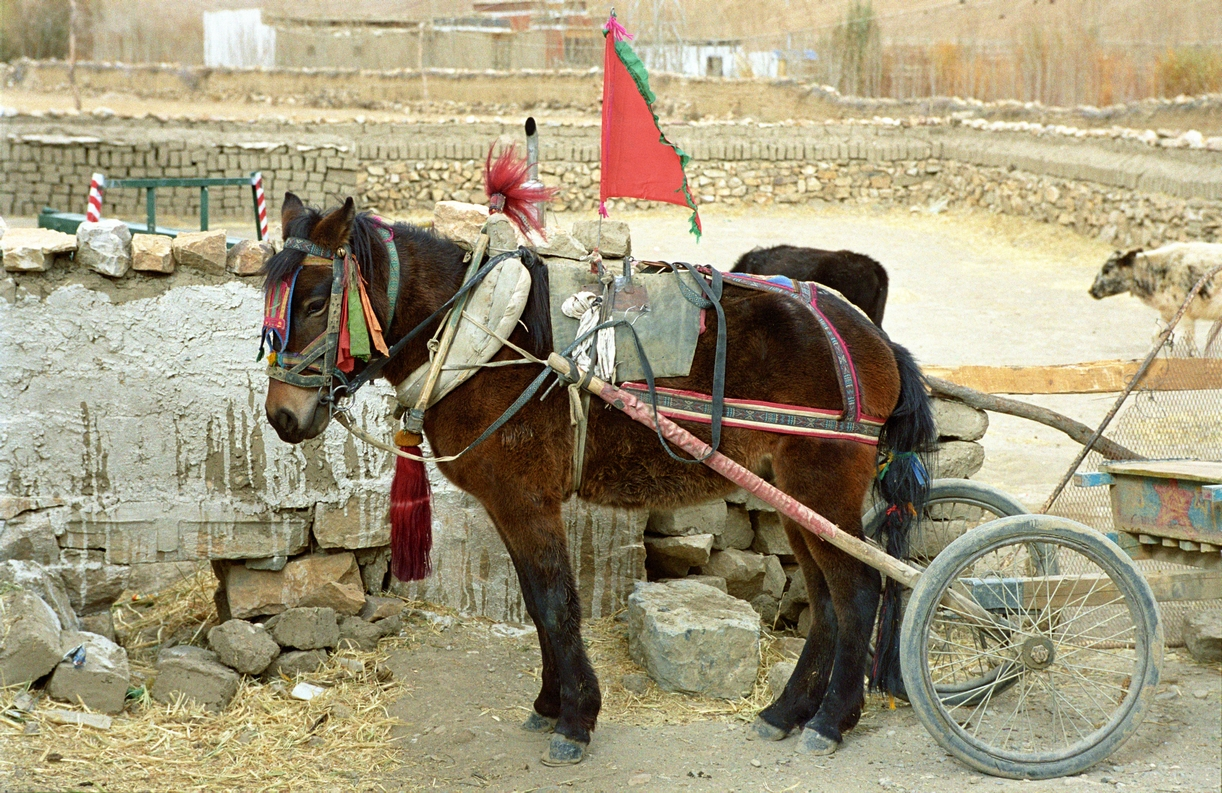
Een Tibetaanse pony als trekdier

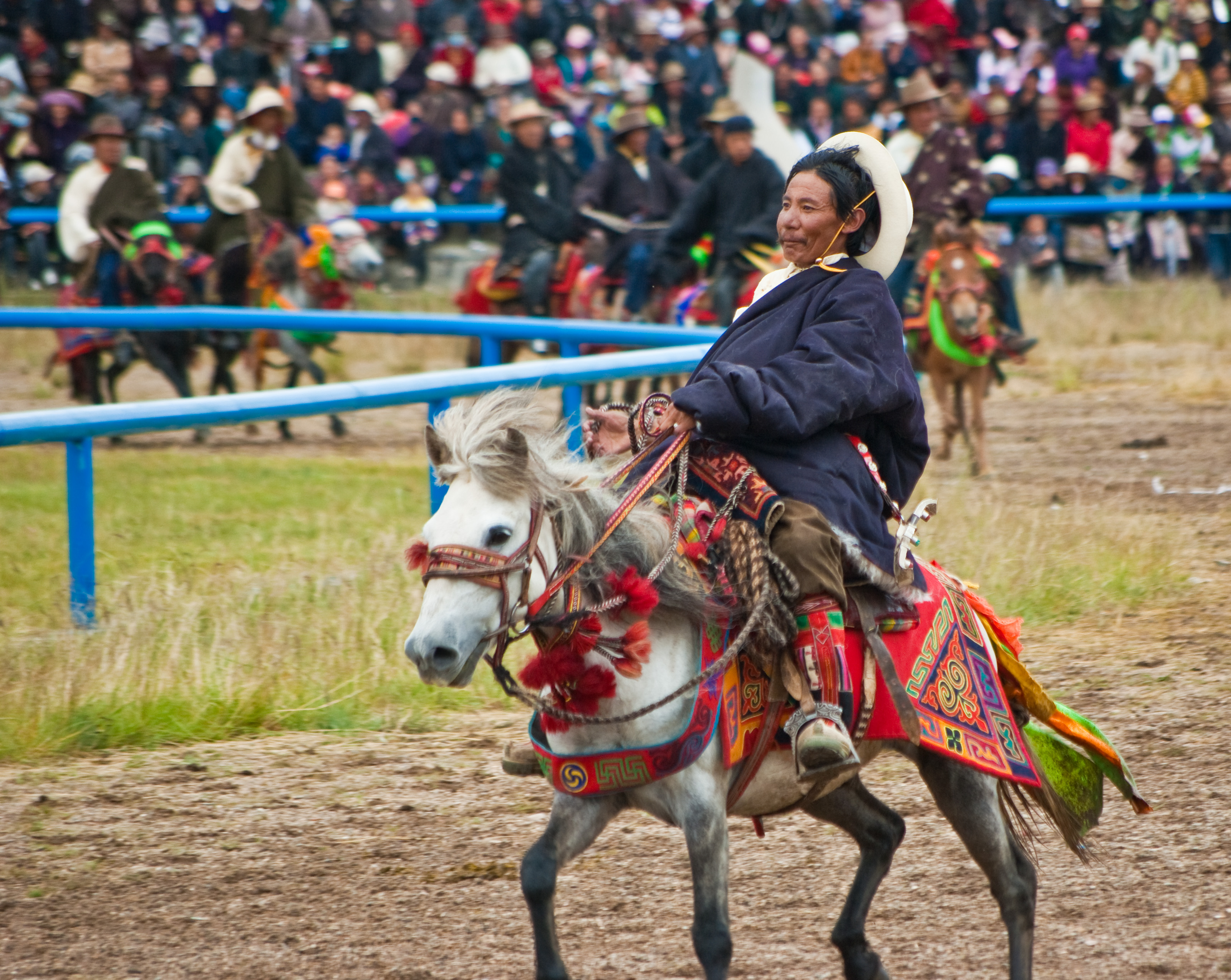
Amazone op een Tibetaanse pony

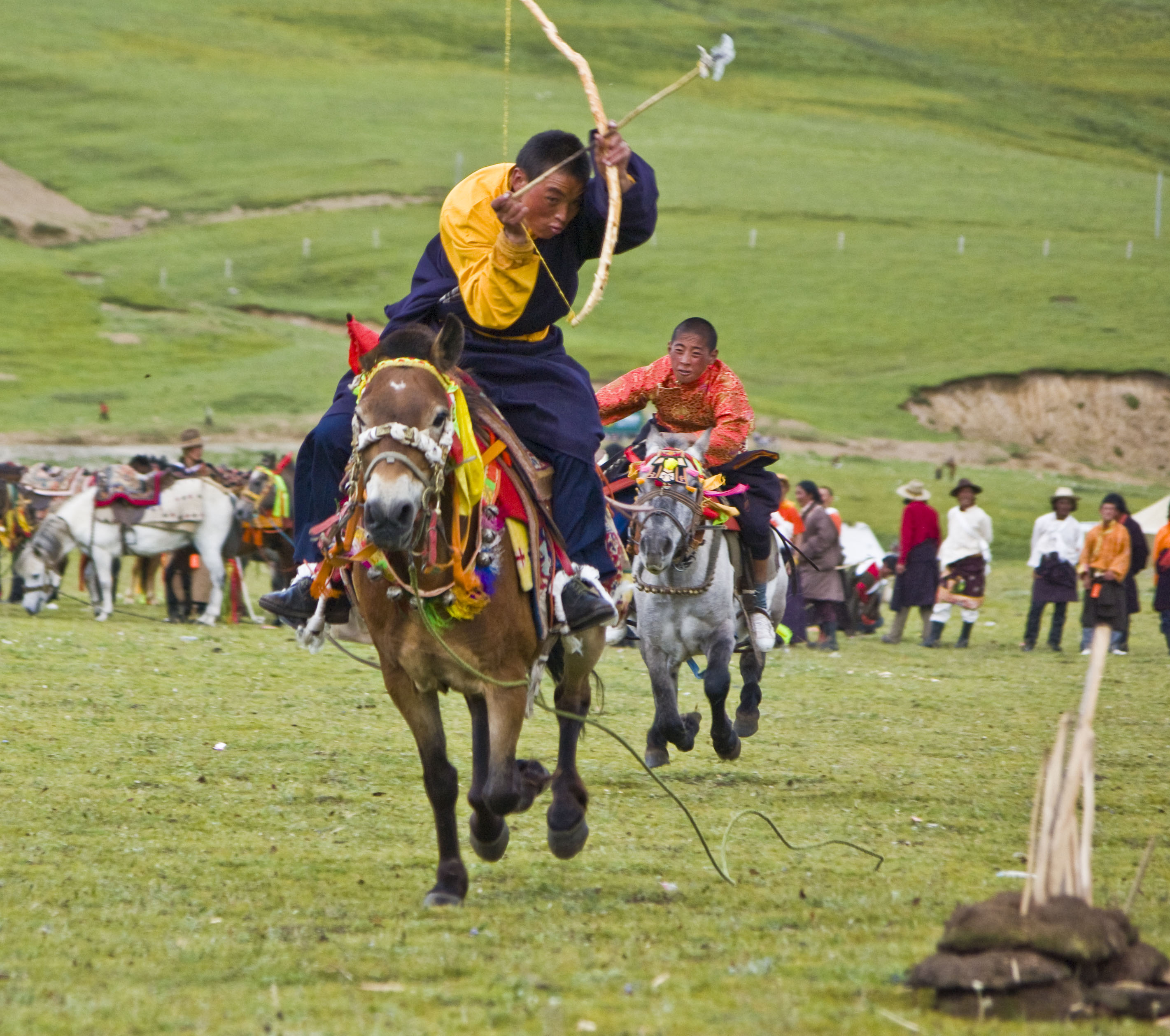
Boogschieten te paard

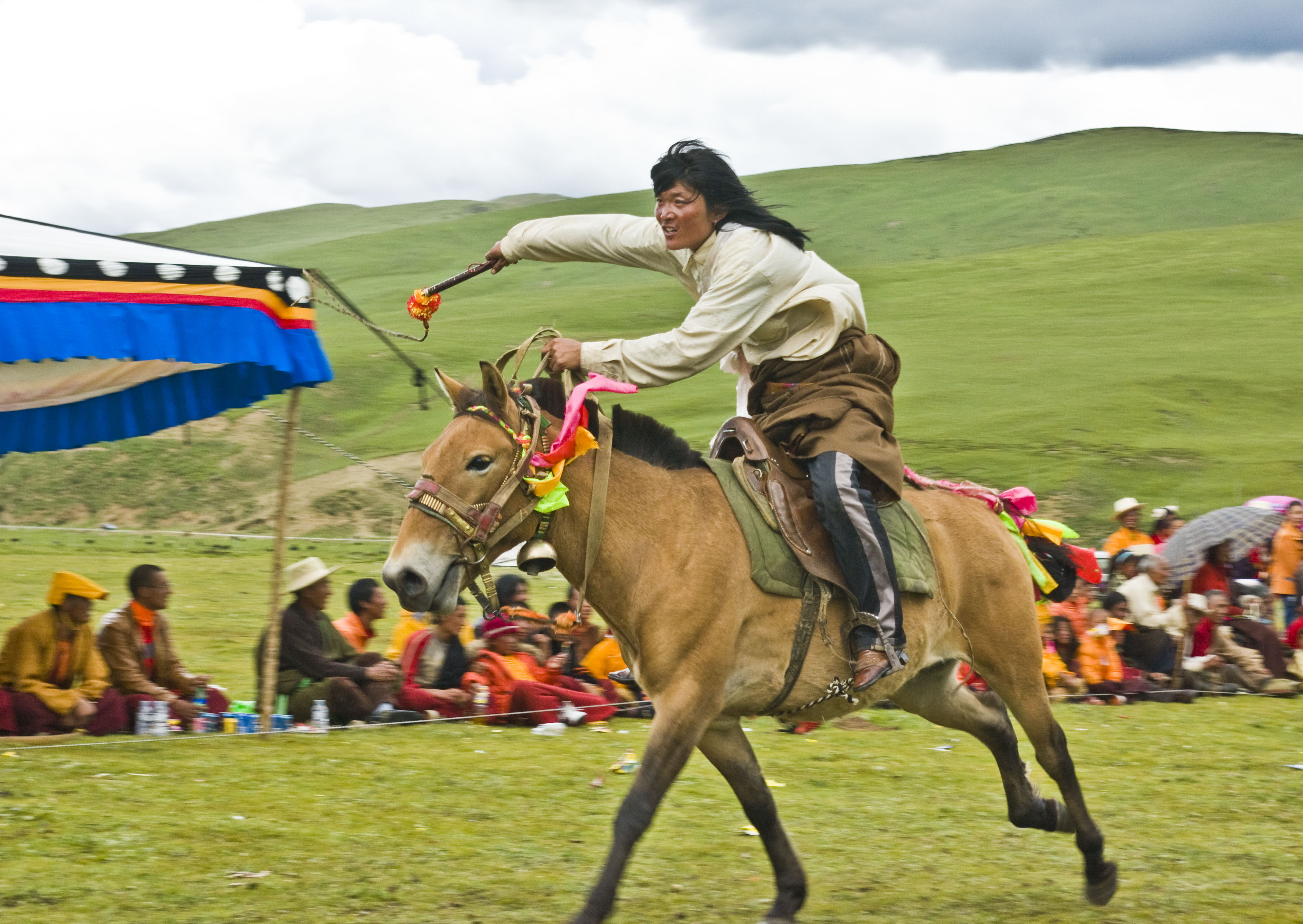
Amazone tijdens paardenraces

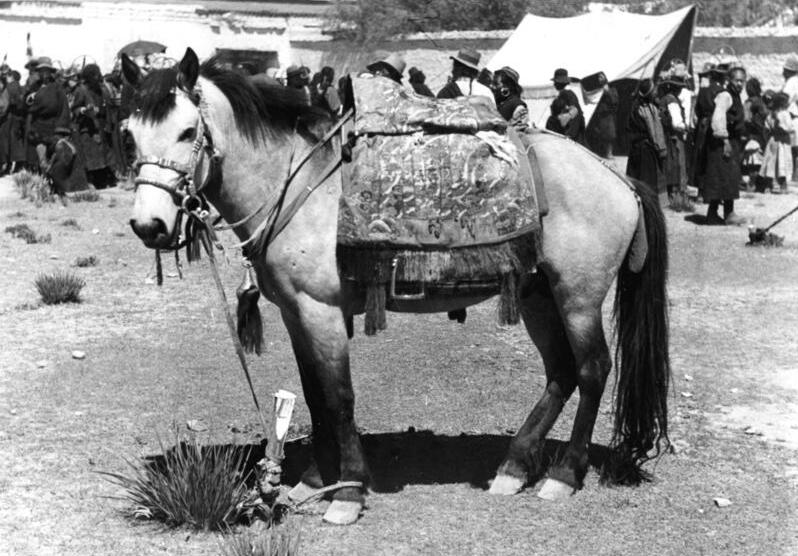
Tibetaanse pony in een historische opname

De Tibetaanse pony is een gedomesticeerd paardenras, of nauwkeuriger, een ponyras dat al tweeduizend jaar in Tibet wordt gefokt. De paardjes worden op de Tibetaanse hoogvlakte en in de Himalaya gebruikt.

## Karakteristiek
Er zijn verschillende lokale onderrassen en typen die nog niet uitputtend zijn bestudeerd. Kenmerkend zijn de opvallend sterke lijn van de kaak, de rechte lijn tussen voorhoofd en neus en de kleine ogen en oren. Anatomisch opvallend zijn ook de sterke achterhand met zeer gespierde, maar korte benen met sterke gewrichten. Hals en nek zijn gespierd en kort en de borst is stevig gevormd. De schofthoogte ligt rond de 120 cm. De vacht is meestal schimmel, vos of bruin maar iedere egale kleur komt voor. Staart en manen zijn sterk ontwikkeld.
Zoals te verwachten is bij paarden die in een bergachtige hoogvlakte worden gebruikt, gaat het om een opvallend sterk dier. De pony's hebben een groot uithoudingsvermogen, ze kunnen goed hun evenwicht houden op steile paden met rolstenen en afgronden en ze zijn betrouwbaar. De paardjes worden vooral gebruikt als trekdier maar ook als lastdier en rijdier. Een van de rassen, het wendbare en snelle nangchenpaard, is geschikt als renpaard en wordt ook gebruikt door de Tibetaanse herders.

## Geschiedenis en afstamming
De Tibetaanse pony stamt waarschijnlijk af van Mongoolse en Chinese paarden. Sommige Tibetaanse typen worden al eeuwenlang gefokt, dat is ook het geval met het nangchenpaard. Het riwochepaard heeft de kleurverdeling van de voorouders van de gedomesticeerde paarden. Het is nog niet duidelijk of het type eeuwenlang in deze pure vorm werd gefokt of dat het dier door een genetische terugval het oude kleurenschema weer heeft aangenomen zoals dat bij het teruggefokte przewalskipaard het geval is.
De boeddhistische bevolking heeft de paarden altijd gewaardeerd. Zowel de aristocraten als de boeren en herders hielden zich met de paardenfok bezig. Ook de dalai lama en de andere religieuze en wereldlijke leiders bezaten paarden. Ze werden tijdens de regeringen van de Ming- en Tang-dynastie als geschenk aan de Chinese keizers gezonden.
De Tibetaanse paardjes dienden ook als ruilmiddel voor thee uit Sichuan, een gewas dat in het hooggelegen Tibet niet groeit maar wel zeer op prijs werd en wordt gesteld. Tot in de jaren 50 van de 20e eeuw bloeide deze ruilhandel en de handelsroute langs de noordzijde van de Himalaya werd de Paard-en-theeroute genoemd.

## Typen en rassen van de Tibetaanse pony
- Riwochepaard
- Nangchenpaard

De Tibetaanse pony's hebben bijgedragen aan de bloedlijnen van de bhutia en de spiti, die door fokken het nieuwe type Indian country bred hebben voortgebracht.
Het authentieke genetische materiaal van de Tibetaanse pony is voor fokkers een belangrijke bron waarop bij het verbeteren van ponyrassen kan worden teruggegrepen. De dieren zijn dan ook van groot belang voor de genetische diversificatie en het behoud van de Aziatische paardenrassen en -typen.

## Afbeeldingen

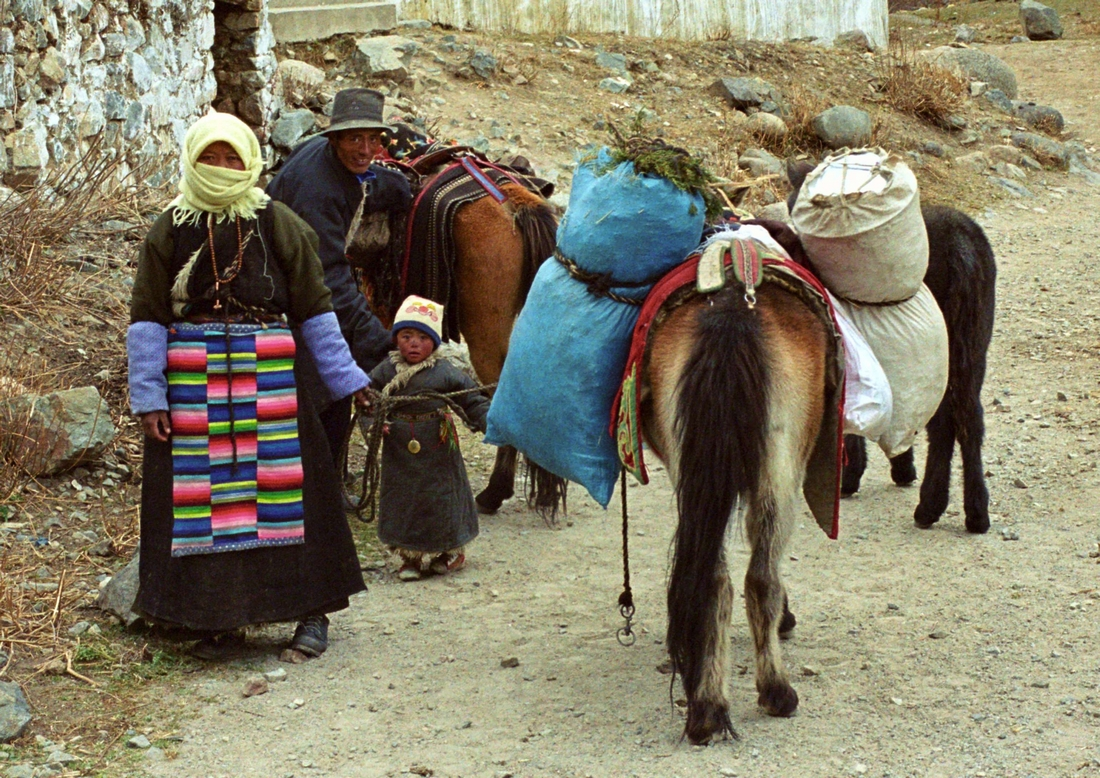
Gebruik als pakdier
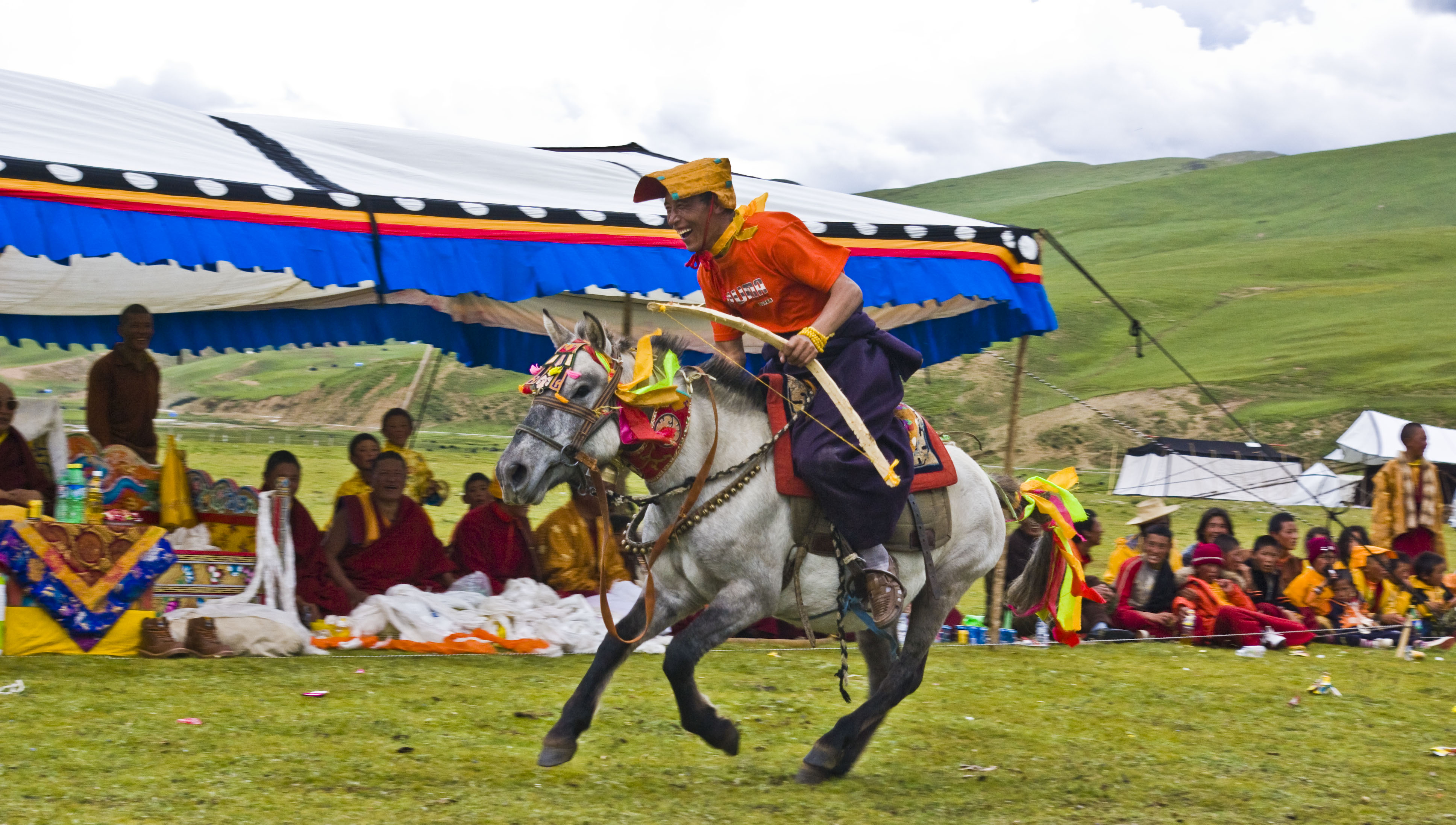
Boogschutter te paard
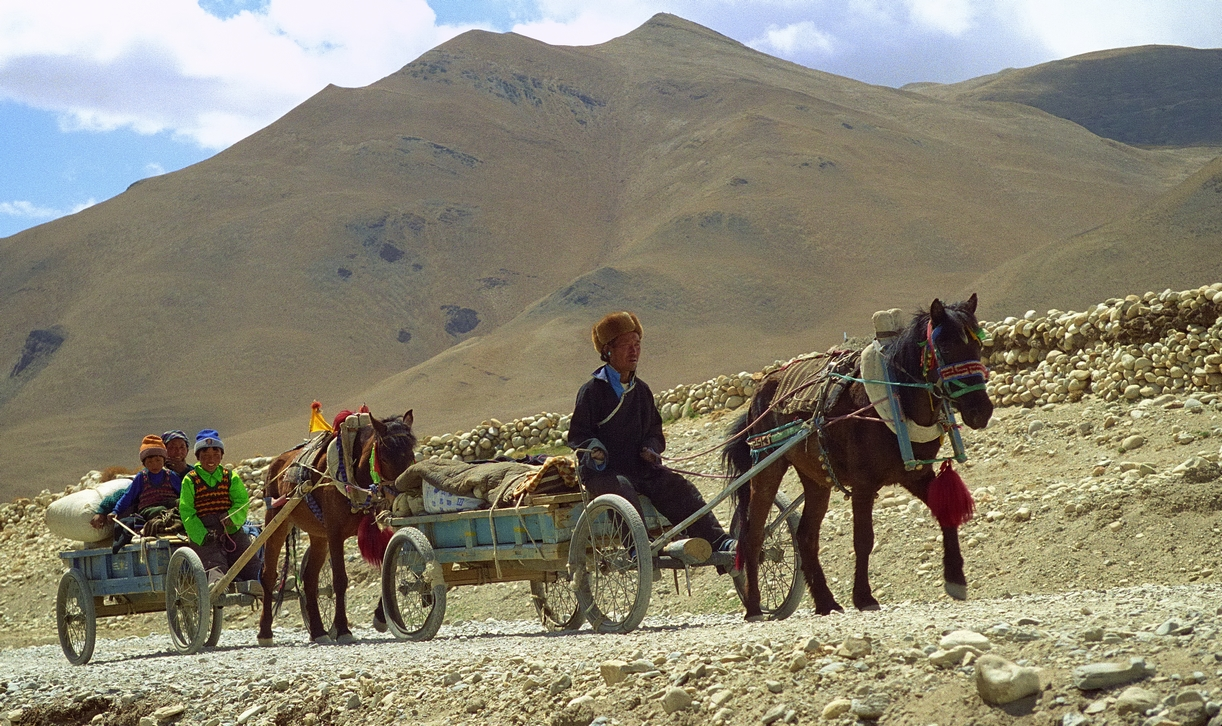
Aangespannen pony's
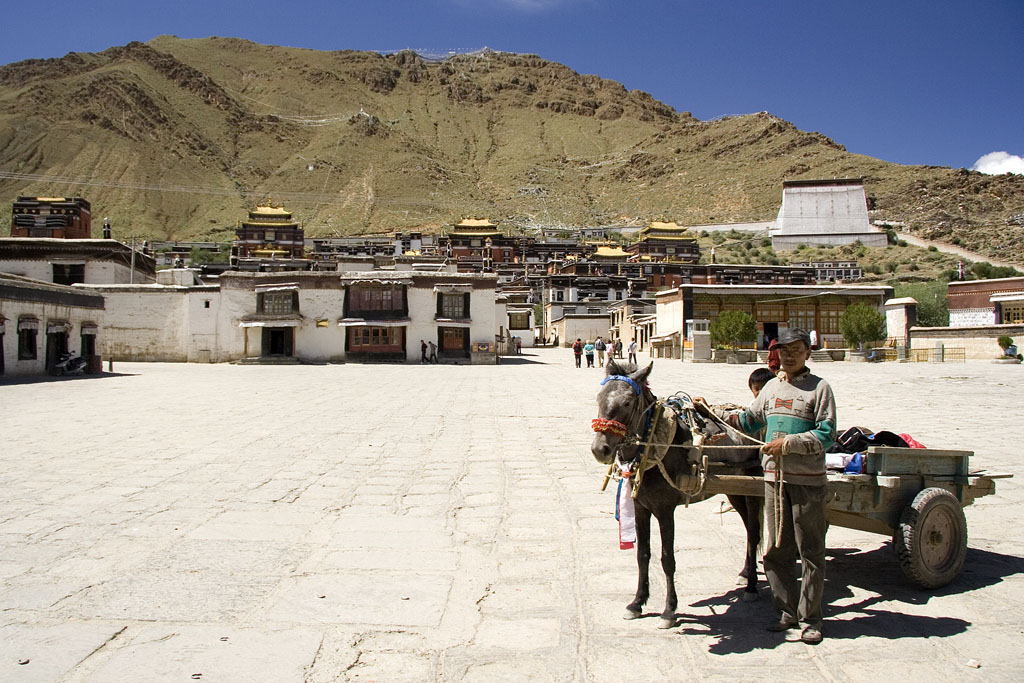
Gebruik als trekdier